# Muralhas de Constantinopla

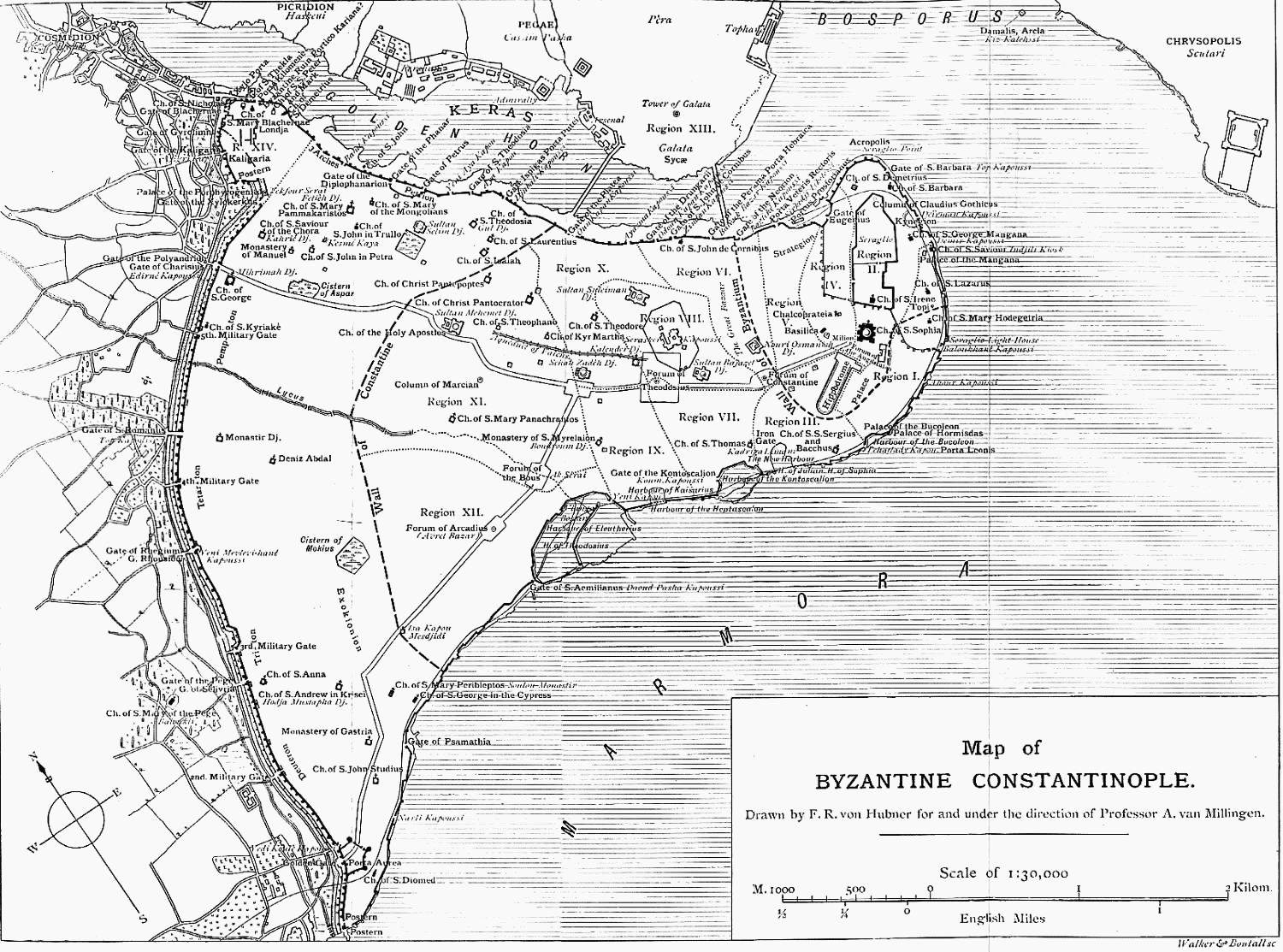
Mapa de Constantinopla e suas muralhas durante o Império Bizantino

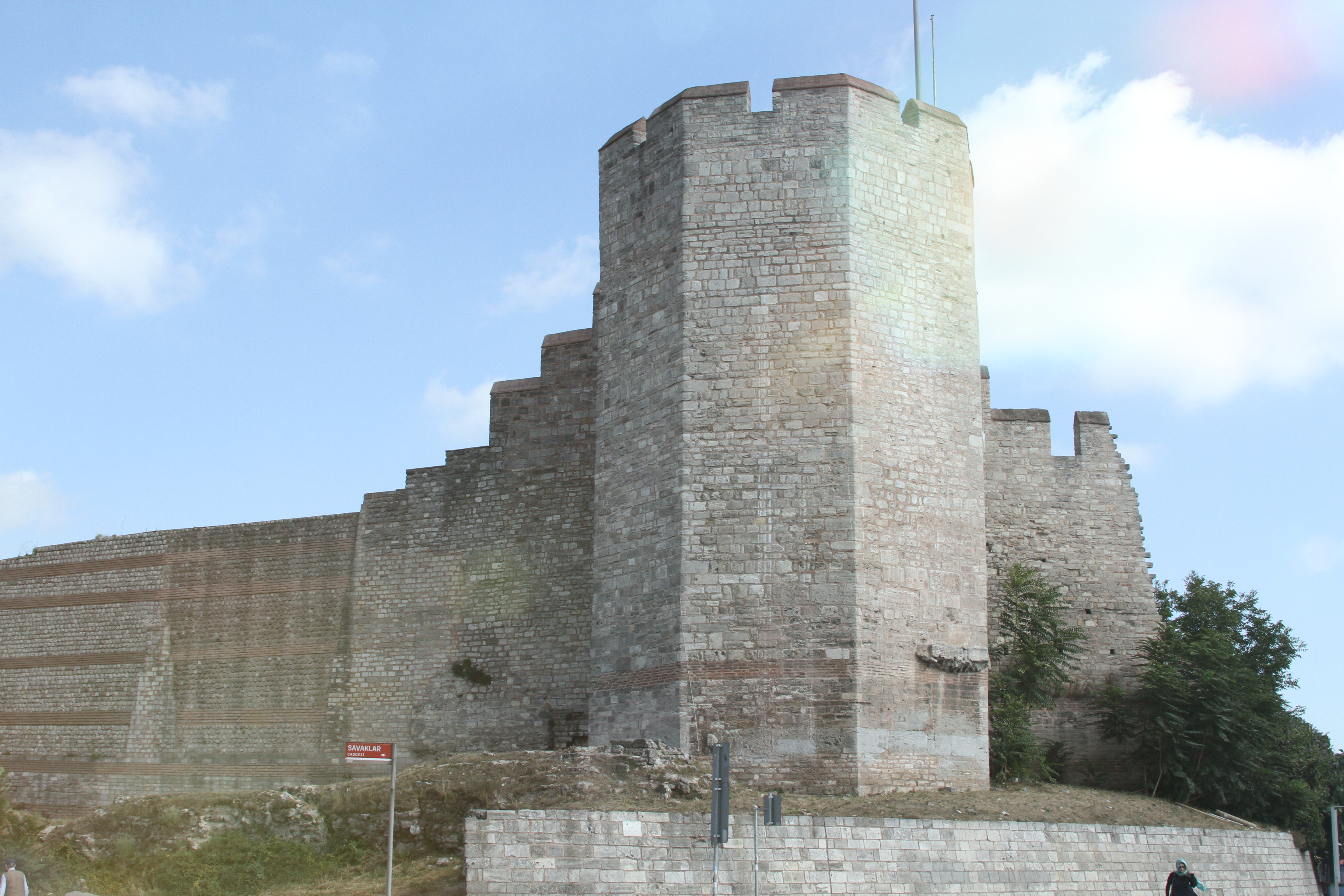
Torre na muralha

As Muralhas de Constantinopla são uma série de muralhas de pedra que rodeavam e protegiam a cidade de Constantinopla (atual Istambul na Turquia) desde sua fundação como capital do Império Romano do Oriente por Constantino. Com diversas adições e modificações ao longo de sua história, constituíram o último grande sistema de fortificação da Antiguidade, e um dos mais complexos e elaborados sistemas já construídos.
Construídas inicialmente por Constantino, as muralhas cercavam a nova cidade por todos os seus lados, protegendo-a contra ataques marítimos e terrestres. À medida que a cidade cresceu, a famosa linha dupla das Muralhas de Teodósio foi construída no século V. Embora outras seções das muralhas fossem menos elaboradas, quando bem equipadas (com armamento e soldados), eram quase inexpugnáveis para qualquer sitiante medieval, salvando assim a cidade e o Império Bizantino, durante ataques feitos pelos ávaros, árabes, Rus' e búlgaros, entre outros (ver Queda de Constantinopla). O advento dos canhões especializados em cercos, que utilizavam pólvora, no entanto, tornou estas fortificações vulneráveis, e acabou levando à queda de Constantinopla para os otomanos, em 29 de maio de 1453, após um longo cerco.
As muralhas se mantiveram intactas durante a maior parte do período otomano, até que certos trechos começaram a ser demolidos no século XIX, à medida que a cidade se expandiu para além de seus limites medievais. Apesar da falta de manutenção e conservação subsequente, diversas partes da muralha sobrevivem até os dias de hoje. Um programa de restauração em grande escala tem sido realizado desde a década de 1980, permitindo aos visitantes apreciar sua aparência original.

## Muralhas terrestres

### Muralhas da Bizâncio grega e romana
As fortificações originais da cidade foram construídas no século VII a.C., quando a cidade foi fundada, como Bizâncio, por colonos gregos de Mégara, liderados pelo epônimo Bizas. Na época a cidade consistia de pouco mais que uma acrópole. Bizâncio, apesar de ser um entreposto comercial bem-sucedido, teve relativamente pouca importância durante o início do período romano, porém teve uma posição de destaque durante a guerra civil entre Septímio Severo (r. 193–211) e Pescênio Níger (r. 193–194), suportando um sítio das forças de Severo por três anos (193–196). Como punição, Septímio Severo demoliu as imponentes muralhas, e a cidade acabou por perder seu status. Dando-se conta, no entanto, da importância estratégica da cidade, ele eventualmente a reconstruiu, erguendo nela diversos monumentos e edifícios (incluindo o Hipódromo), bem como um novo conjunto de muralhas, expandindo sua área. Não se conhecem detalhes da Muralha de Severo, além de sua localização e do fato de que seu portão principal se localizava a poucos metros da entrada do Fórum de Constantino, construído posteriormente.

### Muralha de Constantino
Quando Constantino (r. 306–337) transferiu a capital do Império Romano para Bizâncio, que ele refundou com o nome de Constantinópolis ("Cidade de Constantino"), ele a expandiu consideravelmente, construindo um novo muro a cerca de 2,8 quilômetros (15 estádios) a oeste da muralha de Severo, incorporando mais terras ao território da cidade. As fortificações de Constantino consistiam de um único muro, com torres colocadas a distâncias regulares, que começou a ser construído em 324 e foi concluído no reinado de seu filho, Constâncio II (r. 337–361). O percurso aproximado desta muralha não é conhecido; sabe-se que ela se iniciava no Chifre de Ouro, próximo à atual Ponte Atatürk, dirigindo-se a sudoeste, primeiro, e depois sul, passando a leste das grandes cisternas abertas de Mócio e Áspar, terminando na costa da Propôntida, em algum lugar entre as portas marítimas (construídas posteriormente) de Santo Emiliano (Sanctus Aemilianus) e Psamato.
Já por volta do início do século V, no entanto, Constantinopla havia se expandido para fora da Muralha de Constantino, na região conhecida como o Exokionion. A muralha sobreviveu por boa parte do período bizantino, embora tenha sido substituída pelas Muralhas de Teodósio como principais linhas de defesa da cidade. Uma passagem ambígua se refere ao dano intenso sofrido pela "muralha interna" da cidade após um terremoto em 25 de setembro de 478, provavelmente falando da muralha de Constantino, e Teófanes, o Confessor, relatou sobre novos danos provocados por outros terremotos em 557. Apenas vestígios do muro sobreviveram até os tempos modernos, embora Alexander van Millingen tenha afirmado que certas partes da muralha ainda estavam de pé na região de İsakapı até o início do século XVIII.

#### Portas
Os nomes de diversas das portas da Muralha de Constantino são conhecidos, porém os estudiosos ainda discutem suas identidades e localizações exatas.
A antiga Porta Dourada (em latim: Porta Aurea; em grego: Χρυσεία Πύλη; romaniz.: Chryseia Pylē; em turco: Altınkapı ou Yaldızlıkapı), também conhecida como Porta de Xerólofo (Xerolophos) ou Porta de Saturnino (Saturninus), é mencionada na Notitia Urbis Constantinopolitanae, que também descreve a muralha em si na região como "decorada com ornamentos". A porta estaria situada em algum local nas encostas meridionais do Sétimo Monte. Sua construção é atribuída a Constantino, porém não existe consenso sobre isto. Ela teria durado até o século XIV, quando o acadêmico bizantino Manuel Crisoloras o descreveu como sendo construído de "amplos blocos de mármore, com uma abertura imponente", e coroada por uma espécie de stoa. No período posterior bizantino, uma pintura da Crucifixão teria sido colocada na porta, o que lhe rendeu seu nome otomano posterior, İsakapı ("Porta de Jesus"). Foi destruído por um terremoto em 1509, porém sua localização aproximada é deduzida através da presença da Mesquita da Porta de Jesus (İsakapı Mescidi).
A identidade e a localização da Porta de Átalo (Πόρτα Ἀτ[τ]άλου, Pórta At[t]álou) não são conhecidas. O acadêmico britânico Cyril Mango a identifica com a antiga Porta Dourada; van Millingen a coloca no Sétimo Monte, a uma altura que provavelmente corresponde a uma das portas construídas posteriormente na seção da Muralha de Teodósio daquela área; e o francês Raymond Janin a imagina situada mais ao norte, próximo ao ponto onde o rio Lico passava sob a muralha. Em séculos anteriores teria sido decorado com muitas estátuas, incluindo uma de Constantino, que caiu durante um terremoto em 740.
A única porta cuja localização é conhecida com segurança, além da antiga Porta Dourada, é a Porta de Santo Emiliano (Πόρτα τοῦ ἀγίου Αἰμιλιανοῦ, Porta tou hagiou Aimilianou), conhecida em turco como Davutpaşa Kapısı. Situa-se na junção das muralhas marítimas, e serviam como meio de comunicação com o litoral. De acordo com o Crônica Pascal, a Igreja de Santa Maria de Rabdos, onde o cajado de Moisés supostamente estava guardado, se situava ao lado do local.
A Antiga Porta do Pródromo (Παλαιὰ Πόρτα τοῦ Προδρόμου, Palaia Porta tou Prodrómou), recebeu seu nome da Igreja de São João Batista (conhecido como Pródromo, Prodromos, "o Antecessor"), é outro caso pouco claro. Van Millingen a identifica com a antiga Porta Dourada, enquanto Janin acredita que ela estaria localizada na encosta norte do Sétimo Monte.
A última porta conhecida é a Porta de Melância (Πόρτα Μελαντιάδος, Porta Melantiádos), cuja localização também é motivo de debate. Van Millingen a considera uma porta da Muralha de Teodósio (a Porta de Pege), enquanto, mais recentemente, Janin e Mango refutaram isto, sugerindo que ela se localizaria na Muiralha de Constantino. Mango, no entanto, a identificou com a Porta do Pródromo, e Janin considera que o nome seria uma corruptela do bairro de ta Meltiadou, e a situou a oeste da cisterna de Mócio (Mocius).

### Muralhas de Teodósio

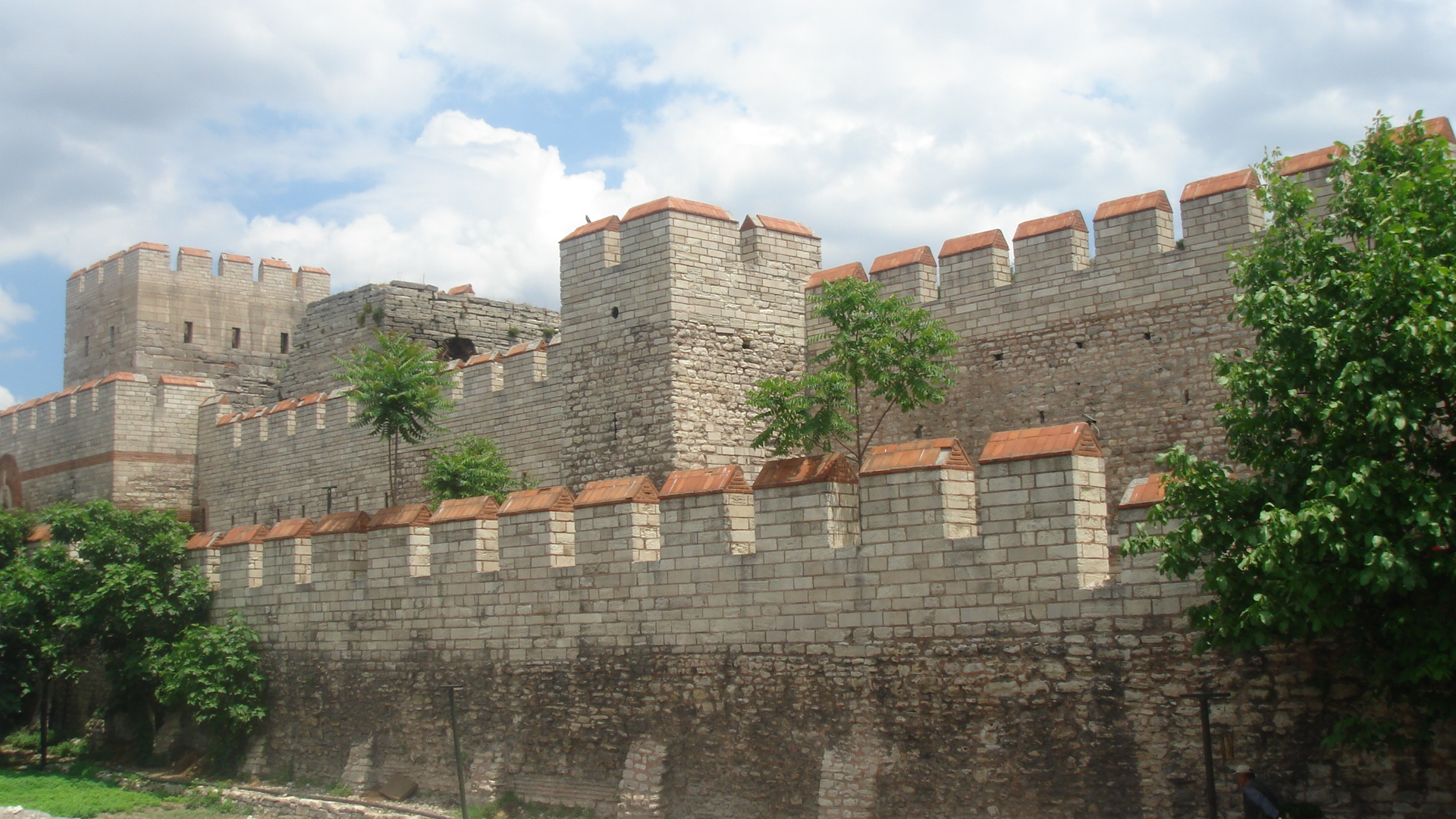
Seção restaurada das Muralhas Teodosianas, na Porta de Selímbria. A Muralha Externa e o muro atrás do fosso podem ser vistas, juntamente com uma torre da Muralha Interna, ao fundo

A chamada Muralha Teodosiana (em grego:  τείχος Θεοδοσιακόν, teíkhos Theodosiakón), localizada a cerca de 1 500 metros a oeste da muralha antiga, foi erguida durante o início do reinado do imperador bizantino Teodósio II (r. 408–450), de quem recebeu o nome. As obras foram realizadas sob a direção de Antêmio, o prefeito pretoriano do Oriente, e foram concluídas em 413, de acordo com uma lei do Código Teodosiano (Codex Theodosianus). Uma inscrição descoberta em 1993, no entanto, registra que os trabalhos teriam durado nove anos, o que indica que a construção já teria sido iniciada por volta de 404/405, durante o reinado do imperador Arcádio (r. 395–408). A Nova Roma agora abrangia sete montes, justificando assim o nome de Heptálofo (Ἑπτάλοφος, "sete montes"), numa referência à antiga Roma e seus sete montes. Tanto as muralhas de Constantino quanto as originais de Teodósio foram severamente danificadas em dois terremotos, em 25 de setembro de 437 e 6 de novembro de 447. Este último foi especialmente poderoso e destruiu grandes partes da muralha, incluindo 57 torres. Terremotos subsequentes, incluindo outro grande em janeiro de 448, agravaram os danos. Teodósio II ordenou então ao prefeito pretoriano Constantino que supervisionasse os reparos, que eram ainda mais urgentes na medida em que a cidade estava sob a ameaça de Átila, o Huno, então nos Bálcãs. Utilizando-se dos próprios dēmoi (as diversas "facções do Circo") para os trabalhos, as muralhas foram restauradas num período recorde de 60 dias, de acordo com os cronistas bizantinos e inscrições encontradas in situ. Com base em algumas inscrições, alguns acadêmicos sugeriram que, a esta altura, uma segunda muralha externa teria sido acrescentada, e um grande fosso teria sido aberto diante dos muros, porém a validade desta interpretação é questionável; esta muralha exterior provavelmente era parte integral do projeto original da fortificação. Ao longo de sua história, as muralhas de Teodósio foram danificadas por terremotos, e obras de restauro foram realizadas em diversas ocasiões, como evidenciam as numerosas inscrições em homenagem ao imperador ou seus servos que trabalharam nestas obras.

#### Percurso e topografia
As muralhas se estendiam por cerca de 6,5 quilômetros, de sul a norte, a partir da Torre de Mármore (em turco:  Mermer Kule), também conhecida como Torre de Basílio e Constantino (grego: Pyrgos Basileiou kai Kōnstantinou), na costa da Propôntida, próximo ao Chifre de Ouro. A extensão total das muralhas que restaram é de 5.630 metros, do mar de Mármara ao subúrbio de Blaquerna, no Chifre de Ouro, enquanto a seção situada entre o Palácio do Porfirogênito (conhecido em turco como Tekfur Sarayı) e o Chifre de Ouro não sobreviveu, já que esta linha de muralhas foi avançada para proteger também o próprio subúrbio de Blaquernas.
A partir do mar de Mármara, a muralha se volta para o nordeste, até chegar ao Chifre de Ouro, a cerca de 14 metros acima do nível do mar. A partir dali, e até a Porta de Régio (atual Mevlevihane Kapısı), a muralha segue uma linha mais ou menos reta até o norte, subindo o Sétimo Monte da cidade. O muro então se volta para o nordeste, subindo até a Porta de São Romano, localizada próxima ao pico do Sétimo Monte, a 68 metros acima do nível do mar. Dali a muralha desce para o vale do rio Lico, onde atinge seu ponto mais baixo, 35 metros acima do nível do mar, e sobe as encostas do Sexto Monte, de onde se eleva até a Porta de Carísio (ou Porta de Adrianópolis), a 76 metros de altitude. Este trecho da muralha, entre as portas de São Romano e Carísio, com cerca de 1.250 metros de extensão, o chamado Mesoteichion (Μεσοτείχιον, "Muro Médio"), é a parte mais vulnerável das muralhas, devido à morfologia do solo. Consequentemente, na maior parte dos sítios à cidade, esta área foi o foco do assalto principal, embora somente tenha sido penetrada com sucesso em 1453. A partir da Porta de Adrianópolis até Blaquerna, as muralhas baixam cerca de 60 metros, e de lá se projetam para oeste, até chegar à planície costeira do Chifre de Ouro, próximo à chamada Prisão de Anemas.

#### Construção
As Muralhas Teodosianos consistiam da Muralha Interna (μέγα τείχος, mega teichos, "grande muro") principal, separada da Muralha Exterior (ἔξω τείχος, exō teichos ou μικρόν τείχος, mikron teichos, "pequeno muro") inferior por um terraço com 15-20 metros de largura, o períbolo (peribolos, περίβολος). Entre a muralha externa e o fosso (σούδα, souda) havia um terraço externo, o parateichion (παρατείχιον), e havia um parapeito baixo sobre a escarpa oriental do fosso.
A parede interna é uma estrutura sólida, com cinco metros de espessura e 12 de altura. Foi coberta por blocos de calcário cortados cuidadosamente, enquanto seu interior foi preenchido com uma argamassa feita de cal e tijolos prensados. Entre sete e onze camadas de tijolos romanos, com cerca de 40 centímetros de espessura, atravessam a estrutura, não só como forma de decoração, mas também para fortalecer a coesão da estrutura ao unir a fachada de pedra com o centro de argamassa, e aumentar a resistência a terremotos. A muralha era fortificada por 96 torres, a maior parte delas quadrangulares, porém com algumas octogonais, três hexagonais e uma única pentagonal. Tinham de 18 a 20 metros de altura, e estavam dispostas a intervalos de 55 metros. Cada torre tinha um terraço com ameias em seu topo, e seu interior geralmente era dividido por um piso em duas câmaras separadas, que não se comunicavam entre si. A câmara inferior, que se abria para a cidade por dentro da muralha principal, era usada como depósito, enquanto a câmara superior, que era acessada pela passarela sobre a muralha, tinha janelas para que os seus defensores pudessem arremessar objetos e disparar contra os invasores. O acesso à muralha era feito por meio de grandes rampas ao longo de sua extensão. O piso inferior também podia ser acessado a partir do períbolo por meio de pequenas poternas. De uma maneira geral, a maior parte das torres que sobreviveram foram reconstruídas no período bizantino ou otomano, e apenas as suas fundações são da construção original teodosiana. Além disso, enquanto até o período comneno as reconstruções costumavam permanecer fieis ao modelo original, as modificações feitas posteriormente tendiam a ignorar janelas e seteiras dos andares superiores, focando-se no terraço interior, bem como na plataforma de combate.

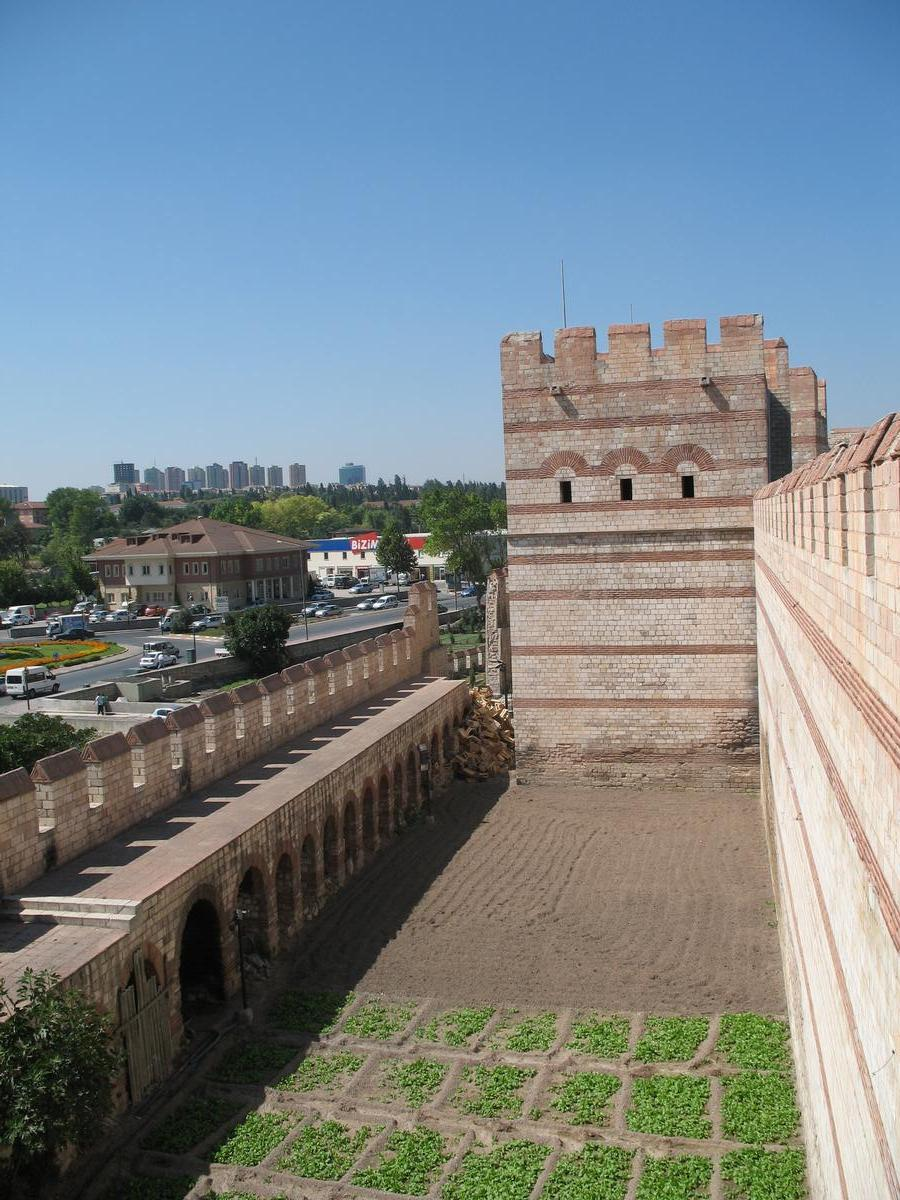
Foto do períbolo, o espaço entre os muros exterior e interior

A muralha externa tinha dois metros de extensão em sua base, e contava com câmaras abobadadas na altura do períbolo, cobertas por uma passarela com ameias, que podia chegar a uma altura de 8,5 metros. O acesso à muralha externa a partir da cidade era feito através das portas principais, ou através de pequenas poternas na base das torres da muralha interna. O muro externo também tinha 96 torres, quadrangulares ou em forma de crescente, situadas entre as torres da muralha interna, funcionando para lhes dar apoio. Contavam com uma sala com janelas no nível do períbolo, sobre a qual existia um terraço ameado, enquanto suas partes inferiores eram sólidas ou, ocasionalmente, tinham pequenas poternas que permitiam o acesso ao terraço exterior. A muralha externa era um edifício defensivo formidável, por si só; nos cercos de 1422 e 1453, os bizantinos e seus aliados, por estarem em número pequeno demais para defender ambas as linhas de defesa, concentraram-se na defesa da muralha externa.
O fosso (σοῦδα, souda) se situava a uma distância de cerca de vinte metros da muralha externa, criando um terraço chamado de parateichion (ἔξω παρατείχιον), sobre o qual uma estrada pavimentada seguia ao longo da parede. O fosso em si tinha mais de 20 metros de largura e 10 de profundidade, e tinha um muro ameado com 1,5 metro de altura em seu lado interior, que servia como a primeira linha de defesa das fortificações. Paredes transversais cruzavam o fosso, cônicas no topo de modo que não pudessem ser usadas como pontes; descobriu-se que algumas delas continham canos que traziam água para a cidade das terras altas a norte e oeste da cidade, e desde então vêm sendo vistas como espécies de aquedutos, que serviam para trazer água para preencher o fosso e como represa, divindo-o em compartimentos e permitindo que a água ficasse estancada ao longo da extensão das muralhas. Existe, no entanto, poucas evidências diretas nos relatos dos cercos à cidade para sugerir que o fosso tenha sido alguma vez preenchido.